# Spoorlijn Pierrelaye - Creil
De Spoorlijn Pierrelaye - Creil is een Franse spoorlijn van Pierrelaye naar Creil. De lijn is 40,4 km lang en heeft als lijnnummer 329 000.

## Geschiedenis
De lijn werd aangelegd door de Compagnie des chemins de fer du Nord en geopend op 20 juni 1846. Tot 1859 was de lijn samen met de spoorlijn Saint-Denis - Dieppe onderdeel van de verbinding tussen Parijs en Lille. Door het toenemende verkeer en de beperkte capaciteit van de twee sporen tussen Parijs en Creil via Pierrelaye werd een directe verbinding aangelegd via Chantilly, waarna de spoorlijn een beperktere rol ging spelen.

## Treindiensten
De SNCF verzorgt het personenvervoer op dit traject met Transilien treinen.
| Serie   | Treinsoort        | Route | Bijzonderheden |
| ------- | ----------------- | --- | -------------- |
| Trans H | Transilien (SNCF) | [ Paris-Nord – Épinay - Villetaneuse – [ Montsoult - Maffliers – [ Luzarches ] / [ Persan - Beaumont ] ] / [ Ermont - Eaubonne – [ Pontoise ] / [ Persan - Beaumont ] ] ] / [ Pontoise – Valmondois – Persan - Beaumont – Creil ] |                |

## Aansluitingen
In de volgende plaatsen is of was er een aansluiting op de volgende spoorlijnen:
Pierrelaye
RFN 330 000, spoorlijn tussen Saint-Denis en Dieppe
RFN 331 300, raccordement van Épluches
Valmondois
RFN 328 000, spoorlijn tussen Ermont-Eaubonne en Valmondois
Persan-Beaumont
RFN 325 000, spoorlijn tussen Épinay-Villetaneuse en Le Tréport-Mers
RFN 329 606, stamlijn Persan-Beaumont
Creil
RFN 272 000, spoorlijn tussen Paris-Nord en Lille
RFN 316 000, spoorlijn tussen Creil en Beauvais

## Elektrische tractie
De lijn werd in 1969 geëlektrificeerd met een spanning van 25.000 volt 50 Hz. 

## Galerij

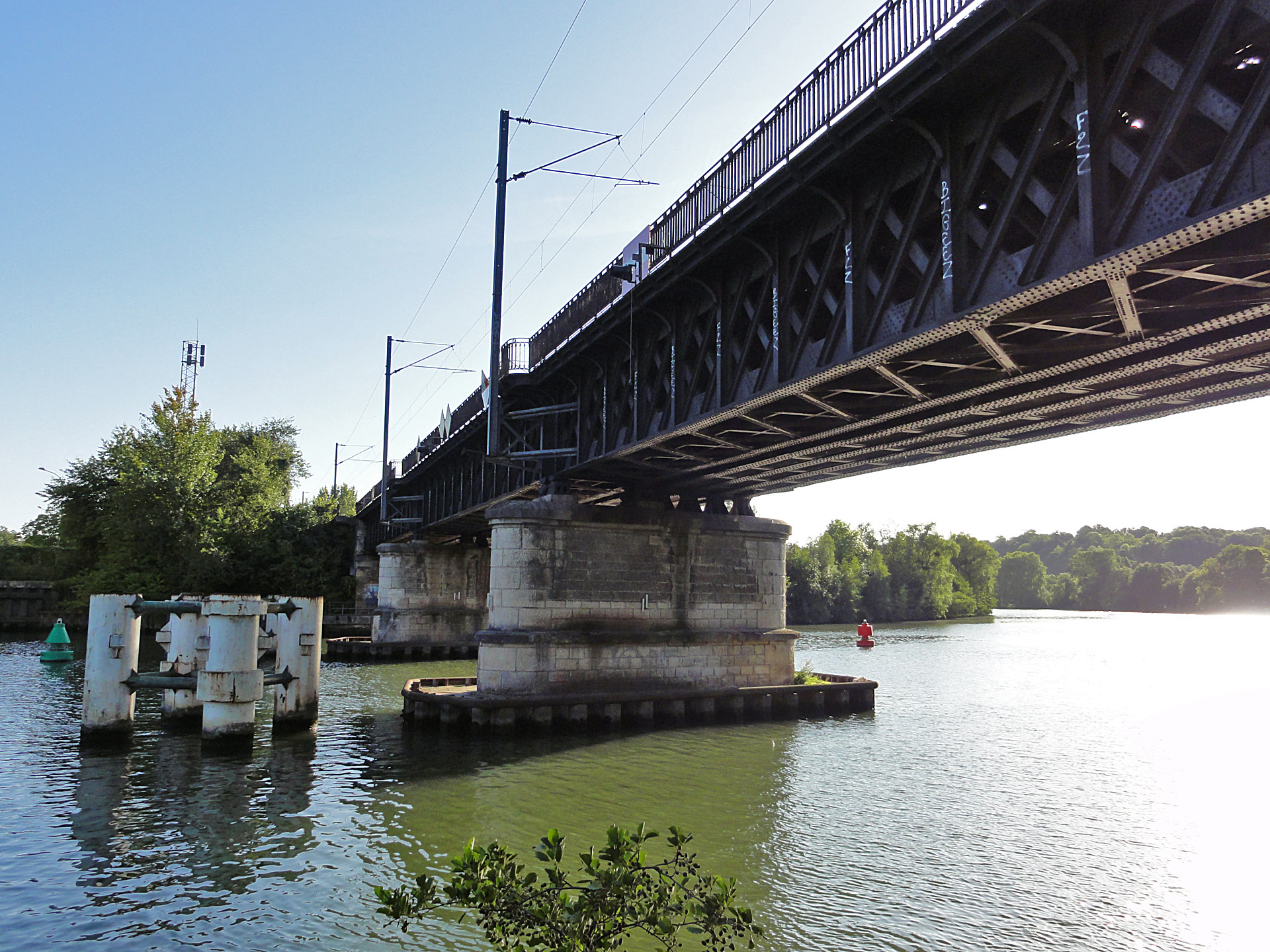
Spoorbrug over de Oise